# Glavnoe razvedyvatel'noe upravlenie
Il Glavnoe razvedyvatel'noe upravlenie (in russo Главное разведывательное управление?, abbreviato GRU o, dal cirillico, semplicemente: GR) traducibile in italiano come Direzione generale per le informazioni militari, è il servizio situazioni operative delle Forze armate russe (e, fino al 1991, sovietiche) che, a differenza del KGB, il quale svolgeva anche compiti di guardia di frontiera terrestre e marittima e aveva le uniformi dell'esercito, dipende dallo stato maggiore delle Forze armate (Stavka).
Il nome completo è GRU GSh (GRU GenShtaba, che vuol dire "GRU dello Stato Maggiore Generale"). Il GRU è stato fondato nel 1918 da Lenin e divide i compiti tra tutte le varie intelligence. Possiede sedi operative in tutto il mondo, grazie a stazioni SIGINT (signal intelligence), dalla Lourdes (Cuba), e attraverso i paesi dell'ex blocco sovietico.
Il GRU era totalmente indipendente dagli altri maggiori centri di potere dell'Unione Sovietica, i più famosi dei quali erano il PCUS e il KGB. Quando creò il GRU, Lenin ordinò al Čeka (predecessore del KGB) di non interferire nelle operazioni del GRU. La rivalità tra il GRU e il KGB era più intensa di quella tra FBI (che peraltro non è un servizio segreto, ma la Polizia federale statunitense) e CIA.
L'esistenza del GRU non era molto conosciuta durante l'era sovietica. Inizia a diventarlo più largamente in Russia, e nel resto dell'oriente fuori dai limitati confini dei membri dell'intelligence, durante la perestrojka, in parte grazie agli scritti di Viktor Suvorov (pseudonimo di Vladimir Rezun), un agente del GRU che ha defezionato in Gran Bretagna nel 1978, e scrive sulle sue esperienze nelle milizie sovietiche e nei servizi segreti. Secondo Suvorov, ciascun segretario generale del partito comunista non poteva entrare nel quartier generale del GRU senza essere perquisito.
Il GRU rimane oggi una parte molto importante dei servizi di intelligence della Federazione Russa, specialmente per il motivo che non si è mai diviso come invece ha fatto il KGB, che proprio per questa scissione in FSB (Servizio per la sicurezza interna dello Stato) e SVR (Servizio d'Intelligence Estero) non esiste più.
A differenza delle altre agenzie di sicurezza e intelligence russe – come il Foreign Intelligence Service (SVR), il Federal Security Service (FSB) e il Federal Protective Service (FSO) – i cui capi riferiscono direttamente al presidente della Russia (vedi Agenzie di intelligence della Russia), il direttore del GRU è subordinato al comando militare russo e fa capo al ministro della Difesa e al capo di stato maggiore.
Secondo la Federazione degli Scienziati Americani: "... anche se talvolta paragonato all'Agenzia di Intelligence della Difesa statunitense, le sue attività sommano quasi tutte quelle svolte dall'insieme delle agenzie militari di intelligence statunitensi, e da altre organizzazioni nazionali. Il GRU raccoglie informazioni attraverso attaché militari e agenti esterni (HUMINT, HUMan INTelligence). Inoltre mantiene una significativa capacità di signals intelligence (SIGINT) e di ricognizione satellitare e fotografica (IMINT)".
Nel 2002 Bill Powell scrive Treason (Tradimento), un resoconto delle esperienze del colonnello del GRU Vjačeslav Baranov. Baranov era stato reclutato dalla CIA, ma fu tradito da una talpa o dell'FBI o della CIA e ha trascorso cinque anni in prigione prima di essere scarcerato. L'identità della talpa è rimasta sconosciuta fino a oggi, sebbene si sia sospettato che la talpa fosse Robert Hanssen.

## Struttura
La struttura interna del GRU è rimasta praticamente la stessa dei tempi dell'URSS. Risulta organizzato in Direttorati, Direzioni e Sezioni, che sono responsabili delle varie attività di intelligence e dei relativi compiti di supporto.
Il GRU dipende direttamente dallo Stato maggiore delle Vooružënnye sily rossijskoj federacii.

### Il primo vicedirettore
Il primo vicedirettore è una carica molto importante, retta da un colonnello generale. Questo ha funzioni vicarie, ed in particolare sovrintende a tutte le funzioni di tipo operativo di raccolta ed elaborazione di informazioni. Da tale incarico dipendono quattro Direzioni, oltre ad un certo numero di Direttorati.
- Prima direzione: responsabile delle operazioni e degli agenti nella zona di Mosca.
- Seconda direzione: responsabile della rete di intelligence operante a Berlino.
- Terza direzione: responsabile dei movimenti di liberazione nazionale presenti nei vari Paesi del mondo.
- Quarta direzione: si occupa degli agenti che operano in territorio cubano.
- 1º direttorato: raccolta di informazioni nei Paesi europei. Negli anni ottanta, questo direttorato risultava diviso in cinque Direzioni, ognuna delle quali era responsabile di un gruppo di Paesi europei. All'interno di ogni Direzione vi erano poi delle Sezioni separate che si occupavano dei singoli Stati.
- 2º direttorato: responsabile dell'emisfero occidentale del mondo. Risulta diviso in sette Direzioni, ognuna delle quali svolge un'attività specifica di intelligence o di supporto ad essa.
  - Prima direzione: pianificazione tattica delle operazioni di ricognizione.
  - Seconda direzione: responsabile del reclutamento di agenti e dello sviluppo di reti di spionaggio.
  - Terza direzione: responsabile delle operazioni degli specznatz contro obiettivi in altri Paesi.
  - Quarta direzione: raccolta, analisi e gestione delle informazioni raccolte.
  - Quinta direzione: responsabile di SIGINT ed ELINT.
  - Sesta direzione: operazioni speciali.
  - Settima direzione: operazioni di cifratura di documenti e sicurezza delle comunicazioni.
- 3º direttorato: raccolta informazioni ed operazioni di intelligence in Asia. Internamente è organizzato in un certo numero di Direzioni.
- 4º direttorato: raccolta informazioni ed operazioni di intelligence in Africa e Medio Oriente. Internamente è organizzato in un certo numero di Direzioni.
- 5º direttorato: gestione dell'intelligence sul fronte operativo, nell'ambito delle flotte navali e dei distretti militari. Tutti i responsabili di intelligence dei vari distretti militari ricadono sotto il controllo e la responsabilità del Quinto Direttorato, così come gli ufficiali del servizio informazioni della marina russa.

### Il 6º direttorato
Il 6º direttorato è sotto il comando di un tenente generale. Le sue attività riguardano principalmente l'intelligence elettronica (ELINT), oltre che la raccolta di informazioni nelle ambasciate degli Stati stranieri. La rete ELINT sarebbe basata principalmente su satelliti del tipo Tselina D e Tselina 2. Tale Direttorato include:
- Direttorato informazioni operative spaziali, con sede a Vatutinki. Responsabile di progettazione, sviluppo e produzione delle tecnologie SIGINT utilizzate dalla Russia (ed in particolare dalla sua marina militare). Questo Direttorato ha centri di ricerca e cosmodromi propri, ed una rete autonoma di computer.
- Intelligence navale, comandato da un vice ammiraglio che è sostanzialmente un vice del direttore del GRU. L'Intelligence Navale svolge i suoi compiti coordinandosi con la Quinta Direzione. Quest'ufficio è organizzato in cinque Direttorati, in base alle zone di responsabilità delle flotte militari.
  - Direttorato informazioni operative della Flotta del Nord.
  - Direttorato informazioni operative della Flotta del Pacifico.
  - Direttorato informazioni operative della Flotta del Mar Nero.
  - Direttorato informazioni operative della Flotta del Baltico.
  - Direttorato informazioni operative spaziali della marina (sorveglianza satellitare dei mari).

In dettaglio, i satelliti utilizzati dalla Marina sono controllati dal GRU, ma gestiti dal Direttorato informazioni operative dello stato maggiore della Marina. Vi sono due sistemi, sottoposti alla stessa catena di comando:
- EORSAT: serve ad identificare le forze navali dei Paesi occidentali. Questa rete è in grado di fornire supporto tattico in tempo reale.
- RORSAT: serve ad individuare le navi militari che si ritrovano a navigare in condizioni atmosferiche avverse.

### Il servizio informazioni
L'attività di elaborazione delle informazioni è svolta dagli altri Direttorati, sotto la guida di un colonnello generale.
- 7º direttorato: si occupa di tutti gli aspetti legati all'attività della NATO. Internamente, è diviso in sei Direzioni organizzate per area geografica.
- 8º direttorato: la sua attività consiste nello svolgere studi ed approfondimenti sui singoli Stati, compresi quelli non appartenenti alla NATO.
- 9º direttorato: si occupa dell'analisi delle tecnologie militari straniere. Per svolgere questo compito, si avvale della collaborazione delle industrie russe del settore della Difesa. Le realizzazioni straniere vengono studiate e copiate. Questo Direttorato si occupa anche di impedire ai Paesi esteri di impossessarsi di tecnologie russe sensibili.
- 10º direttorato: si occupa di tutte quelle questioni relative all'economia applicata al settore della Difesa. In dettaglio, analizza i bilanci e la possibilità di produzione (e di esportazione) di armi degli altri Paesi.
- 11º direttorato: la sua attività riguarda le problematiche nucleari. In dettaglio: capacità di risposta, livelli di allerta, rispetto dei trattati internazionali per il controllo e la non proliferazione, ecc.
- 12º direttorato: le attività svolte non sono conosciute.

### Altri organi
Vi sono poi una serie di Dipartimenti, Sezioni e Direttorati che si occupano di tutta la parte burocratico-amministrativa e tecnica, nonché della fornitura di servizi generici necessari al funzionamento del GRU.
- Dipartimento politico: retto da un vicedirettore, è responsabile della sicurezza ed affidabilità del personale.
- Direttorato del personale: comandato dal vicedirettore del personale, si occupa di reclutamento e gestione delle risorse umane.
- Direttorato tecnico-amministrativo: si occupa di tutti i lati logistici e contabili.
- Direttorato finanziario: si occupa della gestione finanziaria, con esclusione di quella per l'estero.
- Direttorato tecnico-operativo: comandato da un tenente generale, cura lo sviluppo dei sistemi di raccolta delle informazioni, collaborando con i vari istituti di ricerca ed aziende di settore.
- 1º dipartimento: responsabile della realizzazione, in generale, di tutta la documentazione falsa per lo svolgimento delle missioni clandestine.
- 8º dipartimento: responsabile della sicurezza delle comunicazioni interne.
- Dipartimento degli archivi: si occupa della gestione degli schedari e dei database (elettronici e cartacei) di tipo amministrativo ed operativo.

## Interferenze elettorali
Il 29 dicembre 2016, la Casa Bianca ha sanzionato nove enti e individui, compresi il GRU e l'FSB, per le loro presunte attività di turbamento e diffusione di disinformazione durante le elezioni presidenziali degli Stati Uniti d'America. Inoltre, il Dipartimento di Stato degli Stati Uniti ha anche dichiarato 35 diplomatici e funzionari russi persona non grata e ha negato ai funzionari governativi russi l'accesso a due impianti di proprietà russa in Maryland e New York.
Il 13 luglio 2018 è stato emesso un atto d'accusa nei confronti di diversi collaboratori del GRU. L'unità GRU 26165 e l'unità 74455 sono state accusate di essere dietro il sito web DCLeaks e sono state incriminate per aver ottenuto l'accesso e per la distribuzione di informazioni da dati relativi a circa 500.000 elettori da un sito web del consiglio elettorale statale, nonché agli account di posta elettronica di John Podesta, di Hillary Clinton, dei volontari e gli impiegati della campagna presidenziale degli Stati Uniti di Hillary Clinton, del Democratic Congressional Campaign Committee e del Comitato nazionale democratico. Secondo le informazioni trapelate da Reality Winner, il GRU ha tentato di violare il produttore della macchina elettorale VR Systems, così come i funzionari elettorali locali.
Nel luglio 2018 il vice procuratore generale Rod Rosenstein ha annunciato un atto d'accusa pronunciato da un gran giurì che ha accusato dodici ufficiali del GRU di aver cospirato per interferire nelle elezioni del 2016. Secondo il vicepresidente di Microsoft Tom Burt, un gruppo gestito dal GRU chiamato Strontium (noto anche come APT28, Sofacy, Pawn Strorm e Fancy Bear) è stato impegnato in attacchi di spear phishing contro almeno tre campagne nelle elezioni parlamentari negli Stati Uniti d'America del 2018.

## Riferimenti nella cultura di massa
Il GRU viene menzionato nel film Caccia a Ottobre Rosso dall'Ufficiale politico del sottomarino che ha dato il nome al film. "E poi, se a bordo ci fossero agenti del KGB o del GRU io sarei l'ultimo a saperlo." risponde l'ufficiale politico al comandante del battello, quando questi gli chiede polemicamente quante spie i servizi segreti sovietici avessero caricato a bordo della sua nave.
Nel videogame World in Conflict si sente parlare della GRU da parte del comandante sovietico nello stato di Washington, e questi esprime sempre sfiducia nei confronti del GRU e ne critica la scarsa attendibilità. Si trova anche nel videogioco Battlefield 3, dove si impersonerà un agente del GRU.
Il GRU viene citato numerose volte all'interno del libro La ragazza che giocava con il fuoco dello scrittore svedese Stieg Larsson, in cui Alexander Zalachenko, padre della protagonista, è un ex-agente segreto russo del GRU in seguito rifugiatosi in Svezia.
In Metal Gear Solid Revolver Ocelot rivela di essere stato addestrato dalle GRU durante l'interrogatorio/tortura di Solid Snake, in Metal Gear Solid 3 vediamo un giovane Revolver Ocelot che fa parte della GRU col suo plotone. A fine gioco scopriremo però che Revolver Ocelot era una spia entrata nel GRU per fare controspionaggio per gli Stati Uniti.